# Muhsin Mahdi
Muḥsin Mahdī (* 21. Juni 1926 in ʿAyn al-Tamr, Kerbela, Irak; † 9. Juli 2007 in Brookline (Massachusetts), USA) war ein US-amerikanischer Arabist und Islamwissenschaftler irakischer Herkunft. Er war eine der führenden Autoritäten auf den Gebieten der arabischen Geschichte, Philologie und Philosophie.
Nach Abschluss seiner Schulausbildung in Bagdad erhielt er ein staatliches Stipendium zum Studium an der Amerikanischen Universität Beirut, wo er zwei Studienabschlüsse in Philosophie erwarb und während eines Jahres an der Universität Bagdad unterrichtete, bevor er 1948 in die USA auswanderte. Nach einem Studium der Orientalistik bei Nabia Abbott und der politischen Philosophie bei Leo Strauss an der University of Chicago erwarb er 1954 den Doktorgrad in Philosophie. Nach zwei weiteren Jahren in Bagdad kehrte er an die University of Chicago zurück, war dort von 1957 bis 1962 Assistant Professor für Arabisch und seit 1965 Professor für Arabisch und Islamstudien. Von 1969 bis 1996 war er James Richard Jewett Professor für Arabisch im Department of Near Eastern Languages and Civilizations an der Harvard University.
Sein bekanntestes Werk ist die erste kritische Ausgabe der Geschichten aus Tausendundeiner Nacht. Zudem forschte er über die Werke des Philosophen Alfarabi und die Grundlagen der islamischen Philosophie.

## Werke
- Ibn Khaldūn’s philosophy of history: a study in the philosophic foundation of the science of culture. G. Allen and Unwin, London 1957 (englisch, Erstausgabe:  1954, Hochschulschrift, persisch فلسفۀ تاريخ ابن خلدون Falsafah-ʼi tārīkh-i Ibn Khaldūn).
- Husain Haddawy: The Arabian nights – based on the text of the fourteent-century Syrian manuscript edited by Muhsin Mahdi (= Everyman’s Library. Band 87). Knopf, New York 1992, ISBN 0-679-41338-3.
  - Claudia Ott: Tausendundeine Nacht. 12. Auflage. C. H. Beck, München 2018, ISBN 978-3-406-72291-2 (Deutsche Ausgabe).
- mit anderen: Avicenna. In: Encyclopaedia Iranica. Band III/1, London / New York 1989, S. 66–110.(Digitalisat, 30. Dezember 2012).